# Microhoplomelas
Microhoplomelas es un género de escarabajos longicornios de la tribu Acanthocinini que contiene una sola especie, Microhoplomelas ruficornis. La especie fue descrita por Fairmaire en 1896.
Se distribuye por Madagascar. Mide aproximadamente 3-4 milímetros de longitud.